# Nêmesis (mitologia)
Némesis (português europeu) ou Nêmesis (português brasileiro) (em grego:  Νέμεσις, do verbo  νέμειν, transl. némein, 'repartir igualmente', 'distribuir devidamente'), na mitologia grega segundo Hesíodo, era uma das filhas da deusa Nix (a noite). Pausânias citou Nêmesis como filha dos titãs Oceano e Tétis. Autores tardios puseram-na como filha de Zeus e de Têmis. É a deusa que personifica a distribuição da justiça, o equilíbrio e a vingança divina. 
Apesar de Nêmesis ter nascido na família da maioria dos deuses trevosos, vivia no monte Olimpo e figurava a vingança divina. Nêmesis era também chamada "a inevitável", e era representada como uma bela mulher alada. Era às vezes fundida com Têmis, deusa da justiça, e com Afrodite quando esta se vingou de Narciso por ter ferido o coração de várias meninas. Sua aparência também é similar à de várias outras deusas como Deméter e Artémis, o que significa que Nêmesis, como outros deuses que apenas personificam conceitos abstratos, não recebia culto individual.
Em Ramnunte, pequena cidade da Ática não muito longe de Maratona situada na costa do estreito que separa a Ática da Ilha de Eubeia, Nêmesis tinha um santuário célebre, o qual ao mesmo tempo era um templo de Têmis. As estátuas das duas deusas foram esculpidas juntas por Fídias (as mais belas estátuas de Têmis e de Nêmesis) em um bloco de mármore de Paros trazido pelos persas e destinado a fazer um troféu. Segundo a antiga religião grega, os persas tinham-se mostrado demasiado seguros da vitória denotando desmesura (húbris), e nunca tomaram Atenas, em favor da qual Nêmesis tomou partido. Nêmesis encorajou o exército ateniense de Maratona.
Outros locais de que Nêmesis era padroeira eram as cidades anatólias de Éfeso e Esmirna (cidade que pode ter sido a sua origem) bem como a ilha de Samos.

## Etimologia e significado
A palavra 'nêmesis' vem do grego antigo νέμεσις, derivado do verbo νέμω (némo: 'distribuir'), da raiz indo-europeia nem-. O termo foi usado com o significado de 'desdém', 'indignação' por Homero (na Odisseia) e por Aristóteles (na Etica Nicomachea), e com o sentido de 'vingança', 'castigo' por Heródoto, por Cláudio Eliano (na Varia historia) e por Plutarco. Na Theologumena arithmeticae de Jâmblico designa o numeral cinco.
A palavra tem também o sentido de justiça distributiva. Originariamente, a deusa grega infligia dor ou concedia felicidade segundo o que era justo. Portanto, por antonomásia, entende-se nêmesis como a situação negativa que se segue a um período particularmente favorável, como ato de justiça compensatória. A ideia que subjaz ao termo é a de que o mundo deve obedecer a uma lei de harmonia, segundo a qual o bem deve ser compensado pelo mal em igual medida.

### Significado atual do termo
Em português, a palavra designa 'alguém que exige ou inflige retaliação' ou, por extensão de sentido, um 'rival ou adversário temível e geralmente vitorioso'. Na cultura inglesa moderna, o termo assumiu o significado de 'inimigo' ou o pior inimigo de uma pessoa, normalmente alguém que é exatamente o oposto de si mas que é também, de algum modo, muito semelhante a si. Por exemplo, o Professor Moriarty é frequentemente descrito como a nêmesis de Sherlock Holmes, isto é, seu arqui-inimigo, pelo qual, todavia, nutre grande respeito e admiração.

## Mitologia
Nêmesis representa a força encarregada de abater toda a desmesura (húbris), como o excesso de felicidade de um mortal  ou o orgulho dos reis, por exemplo. Essa é uma concepção fundamental do espírito helênico:
| “ | Tudo que se eleva acima da sua condição, tanto no bem quanto no mal, expõe-se a represálias dos deuses. Tende, com efeito, a subverter a ordem do mundo, a pôr em perigo o equilíbrio universal e, por isso, tem de ser castigado, se pretende que o universo se mantenha como é. | ” |

Em uma versão do mito da origem de Helena de Troia, Zeus certa vez sentiu uma enorme paixão por Nêmesis devido à sua beleza e resolveu de todas as formas possuir a deusa. Esta buscou evitar a união com Zeus transformando-se em uma gansa, mas o deus acabou por tornar-se um cisne e uniram-se. A gansa pôs um ovo, o fruto dessa união, e o abandonou. Alguns pastores encontraram o ovo e entregaram-no a Leda, rainha de Esparta para chocá-lo junto aos ovos próprios dela (frutos da sua união com Zeus, na forma de cisne). Do ovo posto por Nêmesis nasceu Helena de Esparta. 
Nêmesis foi a deusa que castigou o rei Creso da Lídia. Creso, que demasiado feliz com suas riquezas, foi levado por Nêmesis a empreender uma expedição contra Ciro, o que acabou por lhe trazer ruína e desgraça.
Outra vítima de punição enviada por Nêmesis foi Narciso. Demasiado contente com sua própria beleza, Narciso desprezava o amor. As jovens desprezadas por Narciso pediram vingança a Nêmesis, que as ouviu e causou um forte calor. Após uma caçada, Narciso debruçou-se sobre uma fonte para se dessedentar. Nela viu o seu belo  rosto e, apaixonado por sua própria beleza, definhou até a morte pelo amor impossível.

## Local de culto
Um festival chamado Nemeseia (as vezes identificado como Genesia) ocorria em Atenas. O seu objectivo era neutralizar o inimigo dos mortos, que teria o poder de punir os vivos, caso seu culto tivesse sido de alguma forma negligenciado.

Em Esmirna houve duas manifestações de Nemesis, mais semelhante a Afrodite do que Ártemis. A razão para esta dualidade é difícil de explicar. Sugere-se que elas representam dois aspectos da deusa, bondade e implacável, ou as deusas da cidade velha e da nova cidade refundada em Alexandria. Os Atos Martirológio de Piônio, situado no "perseguição a Décio" de 250-51 d.C., menciona um cristão de Esmirra que estava assistindo aos sacrifícios no altar do templo dessas Nêmesis. 